# Хіґасі-Мацуяма

36°2′32″ пн. ш. 139°24′0″ сх. д. / 36.04222° пн. ш. 139.40000° сх. д.
Хіґа́сі-Мацуя́ма (яп. 東松山市, ひがしまつやまし, МФА: [çigaɕi mat͡sujama ɕi̥]) — місто в Японії, в префектурі Сайтама.

## Короткі відомості
Розташоване в центральній частині префектури. Виникло на основі середньовічного призамкового містечка. В 17 — 19 століттях на території міста існувало декілька постоялих та торговельних поселень. Основою економіки є сільське господарство, машинобудування, комерція. В місті розташовані синтоїстське святилище Якю та дитячий зоопарк. Станом на 1 жовтня 2008 площа міста становила 65,33 км². Станом на 1 січня 2009 населення міста становило 90 735 осіб.

## Міста-побратими
- Неймеген, Нідерланди (1996)